# Tombe à la fille
La Tombe à la fille (in italiano: Tomba della ragazza) è una piccola tomba situata nel bosco di Teillay, Bretagna.
Secondo la tradizione locale, vi è sepolta una ragazza uccisa dagli Chouans durante la rivoluzione. Oggi è luogo di grande devozione nella regione, la tomba è regolarmente coperta di fiori e, sulla vegetazione circostante, sono sempre appesi dei vestiti per bambini.

## Storia
La ragazza ivi sepolta si chiamerebbe Marie Martin, nata a Tresbœuf e abitante a Teillay. Al momento della morte aveva dai 17 ai 19 anni. Anche se esistono diverse versioni sul motivo del suo omicidio, una delle più accreditate afferma che avrebbe indicato ai repubblicani di Bain-de-Bretagne il nascondiglio di un gruppo di Chouans, o al contrario che avrebbe rifiutato di indicare il nascondiglio dei rivoluzionari. Comunque, fu catturata e torturata a lungo dagli Chouans, che la lasciarono morire legata ad un albero.
Questa ragazza è anche ricordata col nome di Sainte Pataude (goffa): goffo è infatti il soprannome dato ai repubblicani dagli Chouans in Gallo (patao).